# Variaghi
I Variaghi o Vareghi (in norreno Væringjar; in greco bizantino Βάραγγοι, Várangoi; in antico slavo orientale: варяже, varyazhe o варязи, varyazi) erano conquistatori, mercanti e coloni vichinghi, perlopiù provenienti dall'attuale Svezia. I Variaghi si insediarono nei territori che sono ad oggi occupati da Bielorussia, Russia e Ucraina; nel IX secolo questi territori furono unificati nella Rus' di Kiev; i Variaghi composero anche la guardia variaga dell'Impero bizantino, che avrebbe compreso anche gli anglosassoni, dopo il loro esodo causato dalla conquista normanna.
Secondo la Cronaca degli anni passati, risalente al XII secolo, un gruppo di Variaghi noti come Rus' si insediò a Novgorod nel 862 sotto la guida di Rjurik. Prima di Rjurik, è probabile che i Rus' regnassero sull'ipotetica entità politica nota come Khaganato di Rus'. Un parente di Rjurik, Oleg, conquistò Kiev nel 882 e istituì lo stato della Rus' di Kiev, che nel seguito sarebbe stato governato dai discendenti di Rjurik.
Attivi nel commercio, nella pirateria e nel servizio come mercenari, i Variaghi esplorarono i sistemi fluviali e di trasporto merci del Garðaríki, nome che nelle saghe norrene identificava le aree a nord del Mar Nero. Controllavano la via commerciale del Volga che permetteva i commerci con i musulmani, e collegava il Mar Baltico al Mar Caspio, e la via variago-greca, che portava, lungo il Dnepr e il Dnestr, fino al Mar Nero e a Costantinopoli. Queste erano le rotte commerciali più importanti dell'epoca, poiché collegavano l'Europa medievale con il Califfato abbaside e l'Impero bizantino. La maggior parte delle monete d'argento in occidente venivano dall'oriente attraverso queste tratte.
Attratti dalle ricchezze di Costantinopoli, i Rus' cominciarono una serie di guerre contro Bisanzio, alcune delle quali portarono a trattati commerciali vantaggiosi. Almeno a partire dal X secolo, molti Variaghi prestarono servizio come mercenari nell'esercito bizantino, costituendo la guardia variaga, preposta alla protezione dell'imperatore. Con il tempo, la maggior parte di loro, a Bisanzio e nel resto dell'Europa orientale, si convertirono al Cristianesimo ortodosso abbandonando il paganesimo norreno; questo processo culminò con la cristianizzazione della Rus' di Kiev nel 988. In concomitanza con il declino generale della loro penisola e con la fine dell'epoca vichinga, l'influsso di scandinavi nella Rus' si arrestò ed entro la fine del XI secolo i Variaghi furono gradualmente assimilati dagli slavi orientali.

## Nella Rus' di Kiev

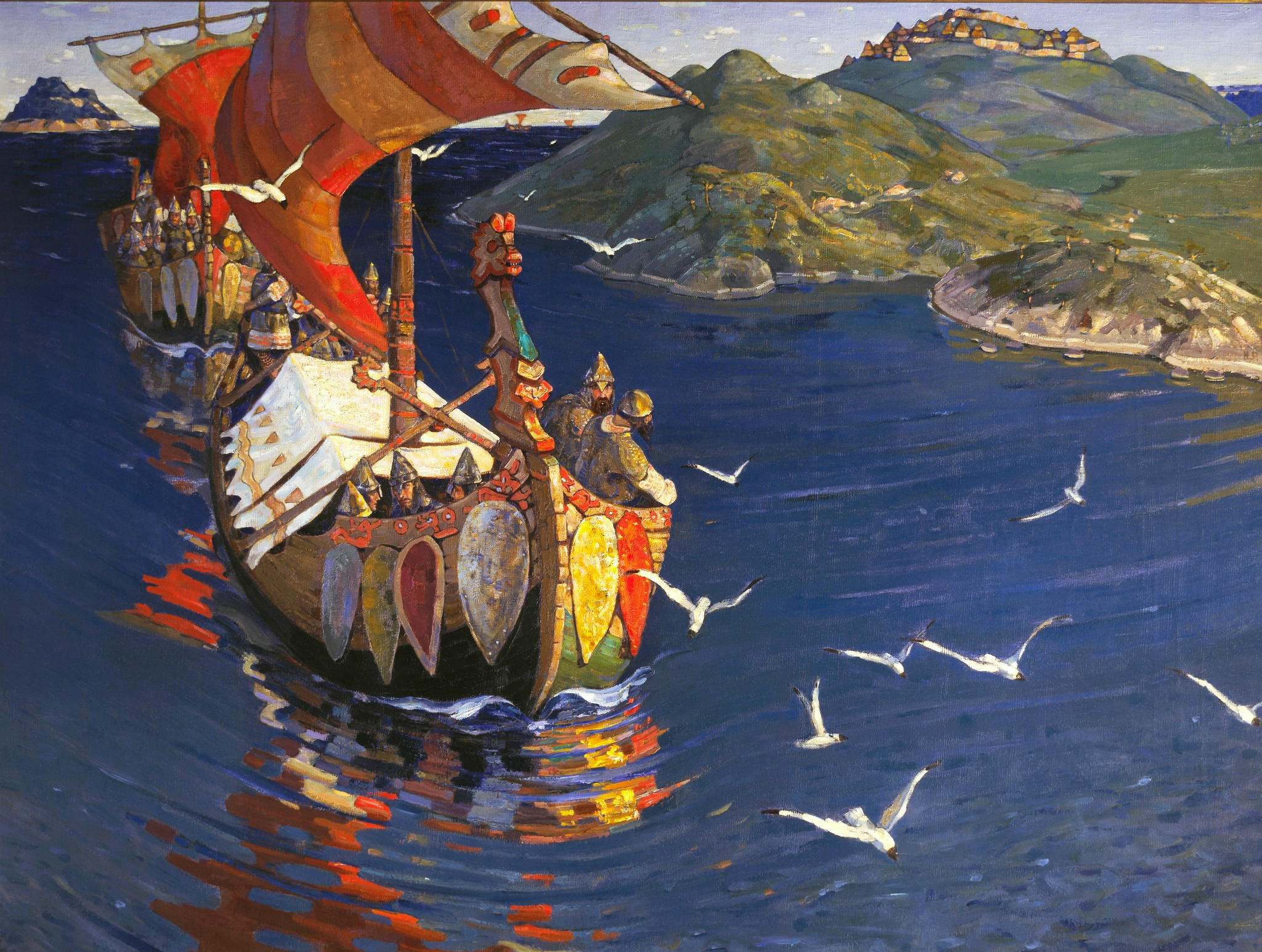
Nikolaj Konstantinovič Rerich, Ospiti d'oltremare, 1901

Secondo la più antica cronaca della Rus' di Kiev, la Cronaca degli anni passati, i Variaghi giunsero in quella regione intorno al IX secolo, provenendo dal mar Baltico, su invito delle tribù guerriere slave e finniche, per portare la pace nella regione.
Nel IX secolo d.C. le tribù slave, provenienti dalle zone paludose tra le attuali Ucraina, Polonia e Bielorussia, si erano stabilite anche nei territori a nord e a est di quelle stesse zone, e avevano fondato una serie di città. Ogni città era al centro di un territorio ben circoscritto. Queste città erano indipendenti, potevano stringere alleanze tra di loro oppure farsi la guerra, soprattutto per motivi di commercio. L'autonomia di queste città, dunque, non era un punto di forza, bensì di debolezza, soprattutto di fronte ai popoli delle steppe (Peceneghi e Khazari) che abitavano più a sud.
Nell'862, proprio per consolidare la propria supremazia sulle altre città, la città di Velikij Novgorod chiamò i Variaghi:
(Cronaca degli anni passati)
Essi attraversarono il Baltico (qualcuno dice che provenissero soprattutto dall'isola del Gotland) e, muovendosi lungo i fiumi, occuparono il nord e il centro delle attuali Russia e Ucraina.
Questa popolazione era chiamata "Variaghi" da Slavi e Bizantini (forse dal protogermanico *vár, "giuramento"), e Ruotsi dai Finni (dalla radice *rŭon, "remare"; le fonti slave e bizantine non usano mai il termine Ruotsi).
A capo dei Variaghi c'erano i tre fratelli Rjurik, Sineus e Truvor (nomi già adattati; nelle cronache scandinave compaiono con i nomi di Hrœrekr, Sikniutr e Thorwardr), che con il loro seguito posero la residenza proprio a Novgorod. I Variaghi aiutarono Novgorod a sconfiggere le altre città e a sottomettere il contado, ma poi decisero di fondare sul territorio dell'Europa orientale un loro Stato, la Rus' di Kiev. Dopo la morte di Sineus e Truvor, restò il solo Rjurik: iniziava la dinastia rurikide, al potere in Rus' fino al 1610.
Nell'882 Oleg, parente di Rjurik e membro del suo seguito, conquistò da Novgorod la città di Kiev. Nello spazio di vent'anni la capitale del nuovo Stato diventò Kiev e il territorio si espanse notevolmente. Secondo la Cronaca degli anni passati Oleg fece uccidere «Askold e Dir, che governavano la città di Kiev come principi». Ma chi erano questi due principi con nome germanico a Kiev? O c'era già stata una spedizione, forse di pirati, forse di commercianti, di Variaghi a Kiev prima dell'862, o una parte dei Variaghi giunti a Novgorod nell'862 avrebbe poi subito proseguito, verso sud, fino a Kiev (è l'ipotesi più probabile, appoggiata da Boris Rybakov).
È probabile che queste prime notizie siano in parte leggendarie, ma è storicamente assodato che intorno all'VIII secolo nei pressi del Lago Ladoga vi fosse un insediamento svedese: Aldeigjuborg (l'odierna città di Staraja Ladoga).
A differenza di quanto avvenne per i Vichinghi in Normandia e in Inghilterra, l'assimilazione fra Variaghi e Slavi fu molto rapida: 30-50 anni. Nei primi tempi i nomi dei guerrieri sono scandinavi, quelli degli strati umili sono tipicamente slavi. Ma gli uomini variaghi sposarono subito donne slave (quindi è probabile che i Variaghi non avessero portato con sé donne dalla Scandinavia). Nei boschi intorno a Novgorod sono state trovate un centinaio di iscrizioni su corteccia di betulla: grafemi runici per scrivere parole slave; anche questo dimostrerebbe che l'assimilazione fu molto rapida.

### Il dibattito storiografico
Il ruolo dei Variaghi nella storia della Rus' fu un argomento molto dibattuto dagli storici russi del XIX secolo. 
- I sostenitori della cosiddetta teoria normannista (i tedeschi Siegfried Bayer e Kurd von Schlözer,[15] ma anche i russi Nikolaj Michajlovič Karamzin e Michail Petrovič Pogodin) affermavano la veridicità di quanto narrato nella Cronaca degli anni passati, la più antica cronaca della Rus', ossia che i Variaghi furono invitati dagli Slavi a governare le loro terre per porre fine alle guerre, e che la fondazione dello Stato di Kiev fu opera dei Variaghi, non degli Slavi. Il nome stesso Rus' deriverebbe da Ruotsi, che non ha nulla a che fare con la Russia attuale che si sarebbe appropriata del nome Rus', mutandolo in Russia nel 1721 per attribuirne la gloria e la fama della Rus' di Kiev. Questa teoria fu utilizzata per giustificare l'autocrazia russa: Pogodin, per esempio, affermava che la Rus' era esente da sconvolgimenti sociali e rivoluzioni in quanto la sottomissione del popolo ai suoi governanti era stata volontaria fin dalle origini.
- A questa teoria si opposero sia i progressisti sia i panslavisti più accesi, che riducevano al minimo l'influsso degli invasori germanici nelle terre slave, e addirittura proponevano che lo stesso Rjurik fosse in realtà slavo e non scandinavo. La teoria slavista comunque fu sostenuta anche da importanti studiosi, soprattutto slavi, come Henryk Łowmiański, e sosteneva che la fondazione della Rus' di Kiev fu opera di una tribù sarmatico-protoslava, i Rossolani.

La posizione più equilibrata è intermedia tra le due precedenti. Non c'è dubbio che una popolazione germanica si stabilì in quel territorio, ma non si deve esagerare questa presenza: le scoperte archeologiche ci fanno pensare a una popolazione variaga di circa 5.000 uomini guerrieri (come già detto, non sappiamo se le donne fossero al seguito o fossero rimaste in Scandinavia).
Anche il X Congresso di Studi Slavistici (tenutosi a Sofia nel 1980) adottò la conclusione che l'arrivo dei Variaghi sia stato effettivamente una "chiamata": era usanza tra gli Slavi che, in un contesto di lotte, si chiamasse un principe da fuori. Le modalità tramandate per questa chiamata sono però probabilmente leggendarie: per il professor Riccardo Picchio si trattava di un modo elegante per coprire un'operazione militare; alcuni studiosi inglesi hanno messo in evidenza le analogie tra cronache anglosassoni e russe nel descrivere gli spostamenti dei Vichinghi.
Riccardo Picchio ha notato che nella Cronaca degli anni passati:
- in una prima fase i termini "Variaghi" e "Rus'" sono facilmente intercambiabili tra di loro e opposti a "Slavi": quindi con il termine "Rus'" ci si riferiva alla popolazione germanica in contrapposizione agli Slavi;
- in una seconda fase, invece, il termine "Variaghi" è usato in contrapposizione a "Rus'", con cui sono identificati gli Slavi.

Probabilmente, i Variaghi si assimilarono quasi nella loro totalità con gli Slavi nel giro di pochi decenni, ma una piccola minoranza non si sarebbe assimilata e avrebbe preso un'altra strada.

## Nell'Impero bizantino: la Guardia Variaga

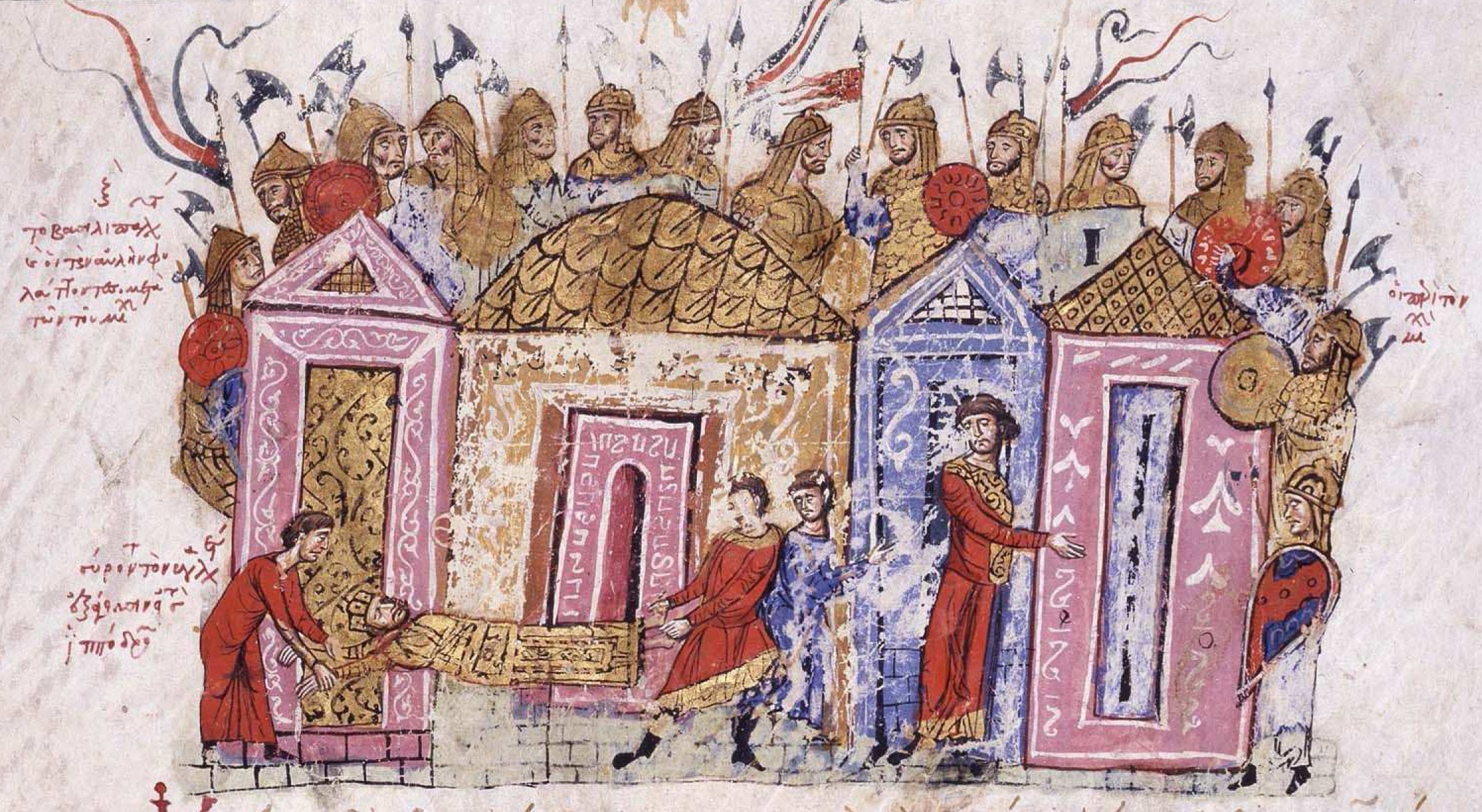
La Guardia variaga.

Oltre che mercanti e pirati, i Variaghi costituivano anche truppe di élite per l'imperatore bizantino e persino per il califfo.
I Variaghi fecero il loro ingresso nel mondo bizantino nell'839, quando l'imperatore Teofilo concordò con loro l'ingaggio di alcuni mercenari per il suo esercito.
Benché i Variaghi stabilitisi nella Rus' di Kiev intrattenessero con i Bizantini pacifici rapporti commerciali, alcuni scorridori variaghi effettuarono razzie: le cronache ne riportano notizia relativamente agli anni 860, 907, 911, 941, 945, 971 e 1043. Il successo di queste razzie si limitò però esclusivamente a convincere i Bizantini a rinnovare i trattati commerciali con i Rus', poiché militarmente (anche grazie all'impiego del fuoco greco) la superiorità bizantina non fu mai in discussione.
Nel 988, quando il principe di Kiev Vladimir I si convertì al cristianesimo ortodosso, l'imperatore Basilio II gli diede in sposa la sorella Anna in cambio di 6.000 guerrieri, che divennero la sua guardia personale, la famosa Guardia variaga. Questo reparto fu uno degli elementi più combattivi e leali dell'esercito bizantino, come descrive Anna Comnena nella cronaca del regno di suo padre Alessio I. La loro arma principale era una grande ascia da battaglia da manovrare con due mani, ma utilizzavano anche spade ed archi.
La Guardia Variaga fu il solo reparto che combatté con successo nella difesa di Costantinopoli, da loro chiamata Miklagard (in norreno Miklagarðr, 'Grande Città', in islandese Mikligarður), durante la Quarta crociata. Tuttavia, dopo la caduta della città nel 1204, la Guardia si disperse. Comunque almeno fino al 1404 esistono riferimenti a un corpo scelto formato da guerrieri "nordici", riconducibile alla Guardia Variaga del passato e non è escluso che la fine di questo corpo speciale sia coincisa con quella dell'impero che servì. A quel tempo la Guardia era composta da mercenari inglesi, scozzesi e normanni sia scandinavi che russi.
Uno dei più famosi membri della Guardia Variaga fu il futuro re di Norvegia Harald III, conosciuto come "Harald Hardrada" (Harald lo spietato), che giunse a Costantinopoli nel 1035. Egli partecipò a otto battaglie e divenne Akolythos, comandante della Guardia, prima del suo ritorno in patria nel 1043.